# Liste der denkmalgeschützten Objekte in Frastanz
Die Liste der denkmalgeschützten Objekte in Frastanz enthält die 17 denkmalgeschützten, unbeweglichen Objekte der Gemeinde Frastanz.

## Denkmäler
| Foto |                 | Denkmal                                                                                              | Standort                                           | Beschreibung | Metadaten |
| ---- | --------------- | --- | -------------------------------------------------- | --- | --- |
| ja   | Datei hochladen | Sudhaus der Brauerei HERIS-ID: 57650 Objekt-ID: 67895                                                | Bahnhofstraße 22 Standort KG: Frastanz I           | Die Bierbrauerei gegenüber dem Bahnhof ist ein Ziegelbau mit ornamentalem Dekor, erbaut von 1903 bis 1904 von Christian Zangerl. | BDA-Hist.: Q38077666 Status: Bescheid Stand der BDA-Liste: 2025-06-30 Name: Sudhaus der Brauerei GstNr.: .594 Vorarlberger Brauereigenossenschaft Frastanz                       |
| ja   | Datei hochladen | Kapelle hl. Wendelin HERIS-ID: 56357 Objekt-ID: 65712                                                | Beim Sankt Wendelin 5 Standort KG: Frastanz I      | Die Kapelle hl. Wendelin in Einlis wird als Aufbahrungshalle verwendet. Die Kapelle aus dem 15. Jahrhundert wurde nach der Schlacht bei Frastanz erneuert. In einer Fassadennische ist eine Figur hl. Johannes Nepomuk aus dem 18. Jahrhundert. Glasgemälde von Martin Häusle aus 1963. | BDA-Hist.: Q38071642 Status: § 2a Stand der BDA-Liste: 2025-06-30 Name: Kapelle hl. Wendelin GstNr.: .133 Sankt Wendelin                                                         |
| ja   | Datei hochladen | Kapelle Mariä Opferung HERIS-ID: 56355 Objekt-ID: 65710                                              | Bildgasse 4 Standort KG: Frastanz I                | Die Kapelle Mariä Opferung in Amerlügen wurde an der Stelle eines Bildstockes aus 1736 im Jahre 1819 errichtet. Es gibt die Figuren hl. Josef und Jesus vom Bildhauer Ferdinand Stuflesser, bezeichnet aus: St. Ulrich Gröden / Austria, aus dem Anfang des 20. Jahrhunderts. | BDA-Hist.: Q20171017 Status: § 2a Stand der BDA-Liste: 2025-06-30 Name: Kapelle Mariä Opferung GstNr.: .442 Kapelle Mariä Opferung (Amerlügen)                                   |
| ja   | Datei hochladen | Schwimmbad HERIS-ID: 82414 Objekt-ID: 96237                                                          | Fellengattner Straße 7 Standort KG: Frastanz I     | Das im Jahre 1903 mit einem 32 × 30 m großen Becken mit 0,5 m bis 3 m Tiefe, 37 Kabinen und sanitären Einrichtungen errichtete Schwimmbad Felsenau ist das älteste bestehende Freibad in Vorarlberg. | BDA-Hist.: Q2257528 Status: § 2a Stand der BDA-Liste: 2025-06-30 Name: Schwimmbad GstNr.: .593 Schwimmbad Felsenau                                                               |
| ja   | Datei hochladen | Bildstock HERIS-ID: 82382 Objekt-ID: 96205                                                           | Hauptmann-Frick-Straße Standort KG: Frastanz I     | | BDA-Hist.: Q38178331 Status: § 2a Stand der BDA-Liste: 2025-06-30 Name: Bildstock GstNr.: .174                                                                                   |
| BW   | Datei hochladen | Villa Eugen Getzner HERIS-ID: 82393 Objekt-ID: 96216seit 2021                                        | Im Buchholz 25 Standort KG: Frastanz I             | Die Villa wurde 1881–1882 nach Plänen des Schweizer Architekten Hilarius Knobel für den Textilfabrikanten Albert Getzner errichtet. | BDA-Hist.: Q105668990 Status: Bescheid Stand der BDA-Liste: 2025-06-30 Name: Villa Eugen Getzner GstNr.: 1033 (KG 92124 Tisis), .301/2, 2300/1                                   |
| ja   | Datei hochladen | Kath. Pfarrkirche hl. Sulpitius HERIS-ID: 56354 Objekt-ID: 65709                                     | Kirchplatz 10 Standort KG: Frastanz I              | Die ab 1885 anstelle einer barocken Vorgängerin errichtete und 1888 geweihte Pfarrkirche von Frastanz (Patrozinium: hl. Sulpicius) ist ein neugotischer Bau mit basilikalem Langhaus, niedriger eingezogenem Chor, Spitzbogenfenstern und einem 72 Meter hohen Nordturm. Langhaus und Chor liegen unter Satteldächern, die niedrigeren Seitenschiffe haben Pultdächer. Die viergeschoßige Giebelfassade im Osten verfügt über ein Spitzbogenportal, das über eine zweiarmige Freitreppe erreichbar ist. | BDA-Hist.: Q1623167 Status: § 2a Stand der BDA-Liste: 2025-06-30 Name: Kath. Pfarrkirche hl. Sulpitius GstNr.: .194 Pfarrkirche Hl. Sulpitius (Frastanz)                         |
| ja   | Datei hochladen | Kapelle HERIS-ID: 82415 Objekt-ID: 96238                                                             | Klöslefeld Standort KG: Frastanz I                 | Die Kapelle auf dem Klöslefeld wurde 1962 anstelle eines älteren Bildstocks errichtet. Sie hat einen rechteckigen Grundriss, ein vorgezogenes Satteldach und über dem Eingang im Nordwesten einen rechteckigen Glockendachreiter mit Kufperdach und Kreuz. | BDA-Hist.: Q38178394 Status: § 2a Stand der BDA-Liste: 2025-06-30 Name: Kapelle GstNr.: .1180 Kapelle Klöslefeld                                                                 |
| ja   | Datei hochladen | Ehem. Gasthof Adler HERIS-ID: 33479 Objekt-ID: 31038                                                 | Landammann-Egger-Straße 12 Standort KG: Frastanz I | Das langgestreckte zweigeschoßige Gebäude des ehemaligen Gasthofs ist in einer Fensterlaibung mit 1673 bezeichnet. | BDA-Hist.: Q37952466 Status: Bescheid Stand der BDA-Liste: 2025-06-30 Name: Ehem. Gasthof Adler GstNr.: .245/1                                                                   |
| ja   | Datei hochladen | Wegkapelle HERIS-ID: 82396 Objekt-ID: 96219                                                          | Letzestraße Standort KG: Frastanz I                | Die Wegkapelle an der Letzestraße wurde 1657 errichtet und 1906 erweitert. | BDA-Hist.: Q38178369 Status: § 2a Stand der BDA-Liste: 2025-06-30 Name: Wegkapelle GstNr.: .302                                                                                  |
| ja   | Datei hochladen | Kapelle Mariahilf/Maria Heimsuchung auf Maria Ebene in Fellengatter HERIS-ID: 56358 Objekt-ID: 65713 | Maria Ebene Standort KG: Frastanz I                | Erbaut 1826. Im Giebelaufsatz des Hochaltares ist eine Figur Gottvater von Erasmus Kern um 1640. | BDA-Hist.: Q38071654 Status: § 2a Stand der BDA-Liste: 2025-06-30 Name: Kapelle Mariahilf/Maria Heimsuchung auf Maria Ebene in Fellengatter GstNr.: .357/1 Kapelle Maria Ebene   |
| ja   | Datei hochladen | Schildriedbrücke HERIS-ID: 82365 Objekt-ID: 96188                                                    | bei Schneebertsch-Gasse 6 Standort KG: Frastanz I  | Die Illbrücke zwischen Göfis und Frastanz wurde 2020 renoviert. Anmerkung: Die Brücke verbindet die Gemeinden Frastanz und Göfis über die Ill. | BDA-Hist.: Q38178270 Status: § 2a Stand der BDA-Liste: 2025-06-30 Name: Schildriedbrücke GstNr.: 5318 Schildriedbrücke, Frastanz                                                 |
| ja   | Datei hochladen | Steinrelief am Friedhofaufgang HERIS-ID: 82388 Objekt-ID: 96211                                      | Standort KG: Frastanz I                            | Am Friedhofaufgang ein Betongussrelief von Herbert Albrecht aus 1958. | BDA-Hist.: Q38178351 Status: § 2a Stand der BDA-Liste: 2025-06-30 Name: Steinrelief am Friedhofaufgang GstNr.: 396                                                               |
| ja   | Datei hochladen | Kriegerdenkmal HERIS-ID: 82390 Objekt-ID: 96213                                                      | Standort KG: Frastanz I                            | Das Kriegerdenkmal steht zwischen dem zweiarmigen Stiegenaufgang zur Pfarrkirche. Die Steinfigur hl. Michael ist von Albert Bechtold aus 1935. | BDA-Hist.: Q38178360 Status: § 2a Stand der BDA-Liste: 2025-06-30 Name: Kriegerdenkmal GstNr.: .194                                                                              |
| ja   | Datei hochladen | Weihwasserbrunnen HERIS-ID: 100760 Objekt-ID: 117033                                                 | Standort KG: Frastanz I                            | Brunnen mit Brunnenplastik von Herbert Albrecht aus 1958 im Friedhof nördlich der Pfarrkirche. | BDA-Hist.: Q37785579 Status: § 2a Stand der BDA-Liste: 2025-06-30 Name: Weihwasserbrunnen GstNr.: 396 Weihwasserbrunnen, Brunnenplastik von Herbert Albrecht                     |
| ja   | Datei hochladen | Ortskapelle Mariä Erscheinung zu Lourdes HERIS-ID: 82419 Objekt-ID: 96242                            | Gampelüner Straße 32 Standort KG: Frastanz II, III | Die Kapelle in Gampelün wurde 1901 erbaut. | BDA-Hist.: Q38178403 Status: § 2a Stand der BDA-Liste: 2025-06-30 Name: Ortskapelle Mariä Erscheinung zu Lourdes GstNr.: .540 Ortskapelle Mariä Erscheinung zu Lourdes, Frastanz |
| ja   | Datei hochladen | Kapelle Anderhalden HERIS-ID: 91214 Objekt-ID: 105961                                                | Standort KG: Frastanz II, III                      | | BDA-Hist.: Q37753537 Status: § 2a Stand der BDA-Liste: 2025-06-30 Name: Kapelle Anderhalden GstNr.: .556/2                                                                       |

## Ehemalige Denkmäler
| Foto |                 | Denkmal                                                               | Standort                             | Beschreibung | Metadaten |
| ---- | --------------- | --------------------------------------------------------------------- | ------------------------------------ | ------------ | --- |
| ja   | Datei hochladen | Kindergarten Fellengatter, ehem. Volksschule Objekt-ID: 96214bis 2014 | Schulgasse 1 Standort KG: Frastanz I |              | BDA-Hist.: Q106680764 Status: § 2a Stand der BDA-Liste: 2014-06-27 Name: Kindergarten Fellengatter, ehem. Volksschule GstNr.: 2651/1 |